# Wilcoxon-Vorzeichen-Rang-Test
Der Wilcoxon-Vorzeichen-Rang-Test ist ein nichtparametrischer statistischer Test. Er prüft anhand zweier gepaarter Stichproben die Gleichheit der zentralen Tendenzen der zugrundeliegenden (verbundenen) Grundgesamtheiten. Im Anwendungsbereich ergänzt er den Vorzeichentest, da er nicht nur die Richtung (d. h. das Vorzeichen) der Differenzen, sondern auch die Höhe der Differenzen zwischen zwei gepaarten Stichproben berücksichtigt.
Der Wilcoxon-Vorzeichen-Rang-Test wurde von dem Chemiker und Statistiker Frank Wilcoxon (1892–1965) im Jahr 1945 vorgeschlagen und durch Sidney Siegels Lehrbuch Nonparametric Statistics for the Behavioural Sciences populär.

## Hypothesen und Voraussetzungen
Für den Test bzgl. der beiden Mediane {\displaystyle {\tilde {x}}_{1}} und {\displaystyle {\tilde {x}}_{2}}  gibt es drei mögliche Hypothesenpaare:
1. zweiseitig: {\displaystyle H_{0}:{\tilde {x}}_{1}={\tilde {x}}_{2}} vs. {\displaystyle H_{1}:{\tilde {x}}_{1}\neq {\tilde {x}}_{2}}.
2. einseitige: {\displaystyle H_{0}:{\tilde {x}}_{1}\leq {\tilde {x}}_{2}} vs. {\displaystyle H_{1}:{\tilde {x}}_{1}>{\tilde {x}}_{2}} bzw. {\displaystyle H_{0}:{\tilde {x}}_{1}\geq {\tilde {x}}_{2}} vs. {\displaystyle H_{1}:{\tilde {x}}_{1}<{\tilde {x}}_{2}}.

Eine Voraussetzung ist, dass die Stichprobenvariablen {\displaystyle D_{i}}
{\displaystyle D_{i}=X_{i,1}-X_{i,2}}
unabhängig, identisch verteilt, stetig und symmetrisch sind. Die letzte Voraussetzung wird jedoch oft vernachlässigt. Wenn die Verteilung stetig ist, treten keine Bindungen auf. In der Praxis ist das häufig nicht der Fall. Es müssen Korrekturen durchgeführt werden und es ist nicht mehr möglich die Verteilung der Prüfgröße exakt zu bestimmen.

## Teststatistik
Zunächst wird für die Teststatistik der Rang {\displaystyle R_{i}} der absoluten Differenzen berechnet:
{\displaystyle R_{i}={\text{rang}}(|D_{i}|)}
Die Teststatistik {\displaystyle W} berechnet sich als das Minimum der negativen und der positiven Rangsummen:
{\displaystyle {\begin{aligned}W_{+}&=\sum _{i=1}^{n}I(x_{i,1}-x_{i,2}>0)R_{i}\\W_{-}&=\sum _{i=1}^{n}I(x_{i,1}-x_{i,2}<0)R_{i}\\W=&\min(W_{+},W_{-})\end{aligned}}}
Dabei bezeichnet {\displaystyle I} die Indikatorfunktion.
Im Fall, dass eine oder mehrere Differenzen {\displaystyle x_{i,1}-x_{i,2}=0} sind, gibt es zwei Möglichkeiten:
1. Die zugehörigen Rangwerte werden zur Hälfte {\displaystyle W_{+}} und zur Hälfte {\displaystyle W_{-}} zugeordnet.[4]
2. Die Beobachtungen fließen nicht in den Test ein, d. h., {\displaystyle n} muss korrigiert werden. Eine größere Anzahl von gleichen Beobachtungswerten deutet allerdings auf die Gültigkeit der Nullhypothese hin.

Unter Annahme der Nullhypothese ist die Teststatistik approximativ normalverteilt, als Faustregel ist die Approximation durch die Normalverteilung für {\displaystyle n>20} nützlich:
{\displaystyle {\frac {W-{\tfrac {1}{4}}n(n+1)}{\sqrt {\tfrac {n(n+1)(2n+1)}{24}}}}\approx N(0;1)}.
Außerdem sollte für {\displaystyle n\leq 60} noch eine Stetigkeitskorrektur durchgeführt werden
{\displaystyle {\frac {|W-{\tfrac {1}{4}}n(n+1)|-0{,}5}{\sqrt {\tfrac {n(n+1)(2n+1)}{24}}}}\approx N(0;1)}.
Für Werte kleiner gleich 50 liegen die kritischen Werte auch tabelliert vor.
| {\displaystyle \alpha } | {\displaystyle \alpha } | n | n | n | n | n | n | n  | n  | n  | n  | n  | n  | n  | n  | n  | n  | n  | n   | n   | n   | n   | n   | n   |
| zweiseitig              | einseitig               | 4 | 5 | 6 | 7 | 8 | 9 | 10 | 11 | 12 | 13 | 14 | 15 | 16 | 17 | 18 | 19 | 20 | 25  | 30  | 35  | 40  | 45  | 50  |
| ----------------------- | ----------------------- | - | - | - | - | - | - | -- | -- | -- | -- | -- | -- | -- | -- | -- | -- | -- | --- | --- | --- | --- | --- | --- |
| 0,1000                  | 0,0500                  |   | 0 | 2 | 3 | 5 | 8 | 10 | 13 | 17 | 21 | 25 | 30 | 35 | 41 | 47 | 53 | 60 | 100 | 151 | 213 | 286 | 371 | 466 |
| 0,0500                  | 0,0250                  |   |   | 0 | 2 | 3 | 5 | 8  | 10 | 13 | 17 | 21 | 25 | 29 | 34 | 40 | 46 | 52 | 89  | 137 | 195 | 264 | 343 | 434 |
| 0,0200                  | 0,0100                  |   |   |   | 0 | 1 | 3 | 5  | 7  | 9  | 12 | 15 | 19 | 23 | 27 | 32 | 37 | 43 | 76  | 120 | 173 | 238 | 312 | 397 |
| 0,0100                  | 0,0050                  |   |   |   |   | 0 | 1 | 3  | 5  | 7  | 9  | 12 | 15 | 19 | 23 | 27 | 32 | 37 | 68  | 109 | 159 | 220 | 291 | 373 |
| 0,0050                  | 0,0025                  |   |   |   |   |   | 0 | 1  | 3  | 5  | 7  | 9  | 12 | 15 | 19 | 23 | 27 | 32 | 60  | 98  | 146 | 204 | 272 | 350 |
| 0,0010                  | 0,0005                  |   |   |   |   |   |   |    | 0  | 1  | 2  | 4  | 6  | 8  | 11 | 14 | 18 | 21 | 45  | 78  | 120 | 172 | 233 | 304 |

### Bindungen bei den Rängen
Im Fall, dass Bindungen bei den Rängen der {\displaystyle |D_{i}|} auftreten (d. h., mehrere absolute Differenzen den gleichen Rang bekommen), werden jeder Differenz die Mittelwerte der entsprechenden Ränge zugeordnet (siehe Beispiel unten).
Sei {\displaystyle \{R_{1},\dots ,R_{k}\}} die Menge aller auftretenden Ränge, mit {\displaystyle R_{j_{1}}\neq R_{j_{2}}} für {\displaystyle j_{1}\neq j_{2}}. Bezeichnet {\displaystyle t_{j}} die Anzahl der Beobachtungen mit dem Rang {\displaystyle R_{j}}, so gilt
{\displaystyle \operatorname {Var} (W)={\tfrac {n(n+1)(2n+1)}{24}}-\sum _{j=1}^{k}{\tfrac {t_{j}^{3}-t_{j}}{48}}}
und für die Approximation
{\displaystyle {\frac {W-{\tfrac {1}{4}}n(n+1)}{\sqrt {{\tfrac {n(n+1)(2n+1)}{24}}-\sum _{j=1}^{k}{\tfrac {t_{j}^{3}-t_{j}}{48}}}}}\approx N(0;1).}
Lässt man den Korrekturfaktor weg, so ist der Test zu konservativ, d. h., er entscheidet zu oft für die Nullhypothese.

## Beispiel
Ein Beispiel für dessen Anwendung: Ein statistisch versierter Bauer möchte feststellen, ob Rinder Heu oder Stroh vorziehen. Er teilt eine Fläche in zwei Bereiche ein, zwischen denen die Tiere frei hin und her wechseln können. Im einen Bereich bietet er den fünf Rindern Stroh resp. im anderen Heu an. Jede halbe Stunde notiert er, wie viele Tiere sich in welchem Bereich aufhalten, und erhält n = 6 Paare von Stichproben.
Das Ergebnis seiner Beobachtungen ist eine Tabelle incl. Differenzen aus den Werten:
| Tiere beim Heu | Tiere beim Stroh | Differenz |
| -------------- | ---------------- | --------- |
| 4              | 1                | +3        |
| 3              | 2                | +1        |
| 2              | 3                | −1        |
| 5              | 0                | +5        |
| 5              | 0                | +5        |
| 3              | 2                | +1        |

|           |      | Beitrag zu            | Beitrag zu            |
| Differenz | Rang | {\displaystyle W^{+}} | {\displaystyle W^{-}} |
| --------- | ---- | --------------------- | --------------------- |
| +1        | 2    | 2                     |                       |
| +1        | 2    | 2                     |                       |
| −1        | 2    |                       | 2                     |
| +3        | 4    | 4                     |                       |
| +5        | 5,5  | 5,5                   |                       |
| +5        | 5,5  | 5,5                   |                       |
|           |      | 19                    | 2                     |

Rang: Die drei 1er Werte müssten die Ränge 1 bis 3 belegen, da sie aber gleichwertig sind, wird der Mittelwert ihrer Ränge eingetragen, also (1+2+3)/3=2. Bei den 5er Werten ebenso: (5+6)/2=5,5.
Dann werden die Differenzen nach der Größe geordnet (das Vorzeichen wird dabei nicht berücksichtigt); und jeder Differenz wird ein Rang zugeordnet – die größte Differenz erhält den höchsten Rang. Sind mehrere Differenzen gleichrangig, wird jedem Wert der durchschnittliche Rang zugeordnet.
Die Rangsumme der positiven Differenzen beträgt {\displaystyle w^{+}=19} und die Rangsumme der negativen Differenzen beträgt {\displaystyle w^{-}=2}, also
{\displaystyle w=\min(w^{+},w^{-})=2}.
Zweiseitiger Test
Beim zweiseitigen Test mit
{\displaystyle H_{0}:{\tilde {x}}_{H}={\tilde {x}}_{S}} (Rinder mögen Heu und Stroh gleich) vs.
{\displaystyle H_{1}:{\tilde {x}}_{H}\neq {\tilde {x}}_{S}} (Rinder bevorzugen eine Sorte)
kann die Nullhypothese zum Signifikanzniveau {\displaystyle \alpha =10\,\%} bzw. {\displaystyle \alpha =5\,\%} nicht abgelehnt werden. Denn
- aus der Tabelle oben ergibt sich für {\displaystyle \alpha =10\,\%} und {\displaystyle n=6} ein kritischer Wert von {\displaystyle 2}. Da der Prüfwert {\displaystyle w=2} nicht kleiner als der kritische Wert ist, kann die Nullhypothese nicht abgelehnt werden bzw.
- aus der Tabelle oben ergibt sich für {\displaystyle \alpha =5\,\%} und {\displaystyle n=6} ein kritischer Wert von {\displaystyle 0}. Da der Prüfwert {\displaystyle w=2} nicht kleiner als der kritische Wert ist, kann die Nullhypothese nicht abgelehnt werden.

Einseitige Tests
Auch bei den einseitigen Tests mit
|              | Nullhypothese {\displaystyle H_{0}}                                                                      | Alternativhypothese {\displaystyle H_{1}}                                   |
| ------------ | --- | --------------------------------------------------------------------------- |
| Linksseitig  | {\displaystyle {\tilde {x}}_{H}\geq {\tilde {x}}_{S}} (Rinder mögen Heu mehr oder beide Sorten gleich)   | {\displaystyle {\tilde {x}}_{H}<{\tilde {x}}_{S}} (Rinder mögen Stroh mehr) |
| Rechtsseitig | {\displaystyle {\tilde {x}}_{H}\leq {\tilde {x}}_{S}} (Rinder mögen Stroh mehr oder beide Sorten gleich) | {\displaystyle {\tilde {x}}_{H}>{\tilde {x}}_{S}} (Rinder mögen Heu mehr)   |

können die Nullhypothesen nicht abgelehnt werden. Denn
- aus der Tabelle oben ergibt sich für {\displaystyle \alpha =5\,\%} und {\displaystyle n=6} ein kritischer Wert von {\displaystyle 2}. Da der Prüfwert {\displaystyle w=2} nicht kleiner als der kritische Wert ist, kann die Nullhypothese nicht abgelehnt werden bzw.
- aus der Tabelle oben ergibt sich für {\displaystyle \alpha =2{,}5\,\%} und {\displaystyle n=6} ein kritischer Wert von {\displaystyle 0}. Da der Prüfwert {\displaystyle w=2} nicht kleiner als der kritische Wert ist, kann die Nullhypothese nicht abgelehnt werden.

Approximation mit der Normalverteilung beim zweiseitigen Test
Berechnet man – als Näherung – daraus den normalverteilten z-Wert:
{\displaystyle z={\frac {w^{+}-{\frac {n(n+1)}{4}}}{\sqrt {\frac {n(n+1)(2n+1)}{24}}}}={\frac {19-{\tfrac {6\cdot 7}{4}}}{\sqrt {\tfrac {6\cdot 7\cdot 13}{24}}}}={\tfrac {+8{,}5}{\sqrt {22{,}75}}}=+1{,}7821}
Aus der Standardnormalverteilungstabelle ergeben sich für den zweiseitigen Test
- für {\displaystyle \alpha =5\,\%} kritische Werte von {\displaystyle \pm 1{,}96}. Da der Prüfwert {\displaystyle z=1{,}7821} im Intervall {\displaystyle [-1{,}96;+1{,}96]} liegt, kann die Nullhypothese nicht abgelehnt werden.
- für {\displaystyle \alpha =10\,\%} kritischer Werte von {\displaystyle \pm 1{,}65}. Da der Prüfwert {\displaystyle z=1{,}7821} nicht im Intervall {\displaystyle [-1{,}65;+1{,}65]} liegt, kann die Nullhypothese abgelehnt werden.

Damit haben die Rinder zu einem 10 % Signifikanzniveau eine Vorliebe für eine der beiden Sorten.
Dies scheint ein Widerspruch zu sein zu dem Ergebnis aus dem exakten zweiseitigen Test. Jedoch ist der mittels der angegebenen Formel berechnete z-Wert nur eine Näherung und nur für einen Stichprobenumfang {\displaystyle n>20} zuverlässig!
Für die Approximation spielt es bei zweiseitigen Test keine Rolle, ob in der Formel der Wert {\displaystyle w^{+}} oder {\displaystyle w^{-}} (oder das Minimum von beiden) eingesetzt wird, denn es folgt
{\displaystyle z={\frac {w^{-}-{\frac {n(n+1)}{4}}}{\sqrt {\frac {n(n+1)(2n+1)}{24}}}}={\frac {2-{\tfrac {6\cdot 7}{4}}}{\sqrt {\tfrac {6\cdot 7\cdot 13}{24}}}}={\tfrac {-8{,}5}{\sqrt {22{,}75}}}=-1{,}7821}.
D. h., die Testentscheidung wäre die gleiche.

## Vergleich mit dem Vorzeichentest
Fünf Stichproben tragen ein positives Vorzeichen (+), eine ein negatives (-). Gemäß der Tabelle der kritischen Werte (MacKinnon, 1964) kann man bei diesem Beispiel lediglich von p < 0,5 ausgehen (d. h. weniger als 50 Prozent Irrtumswahrscheinlichkeit). Hätten alle sechs Stichproben das gleiche Vorzeichen, läge p zwischen 0,02 und 0,1 – hier wurde also eindrücklich gezeigt, dass das Verfahren von Wilcoxon besonders bei kleineren Stichproben-Umfängen brauchbare Resultate liefert.